# Kalinówka-Basie (gromada)
Kalinówka-Basie (początkowo Kalinówka Basie, bez łącznika) – dawna gromada, czyli najmniejsza jednostka podziału terytorialnego Polskiej Rzeczypospolitej Ludowej w latach 1954–1972.
Gromady, z gromadzkimi radami narodowymi (GRN) jako organami władzy najniższego stopnia na wsi, funkcjonowały od reformy reorganizującej administrację wiejską przeprowadzonej jesienią 1954 do momentu ich zniesienia z dniem 1 stycznia 1973, tym samym wypierając organizację gminną w latach 1954–1972.
Gromadę Kalinówka Basie z siedzibą GRN w Kalinówce Basiach utworzono – jako jedną z 8759 gromad – w powiecie łomżyńskim w woj. białostockim, na mocy uchwały nr 18/V WRN w Białymstoku z dnia 4 października 1954. W skład jednostki weszły obszary dotychczasowych gromad Kalinówka Basie, Grądy Woniecko, Kalinówka Bystry, Kalinówka Wielobory i Ożarki Olszanka ze zniesionej gminy Rutki w tymże powiecie. Dla gromady ustalono 10 członków gromadzkiej rady narodowej.
13 listopada 1954 roku gromada weszła w skład nowo utworzonego powiatu zambrowskiego.
31 grudnia 1959 gromadę Kalinówka-Basie zniesiono włączając jej obszar do gromady Rutki.